# 薹穗嵩草
薹穗嵩草（学名：Kobresia caricina）为莎草科嵩草属下的一个种。	模式标本采自欧洲。